# Casco, Wisconsin
Casco là một làng thuộc quận Kewaunee, tiểu bang Wisconsin, Hoa Kỳ. Năm 2006, dân số của làng này là 572 người.